# La misura dell'uomo
La misura dell'uomo è un romanzo giallo scritto da Marco Malvaldi e pubblicato dalla casa editrice Giunti nel 2018.